# São João Baptista de Ajudá

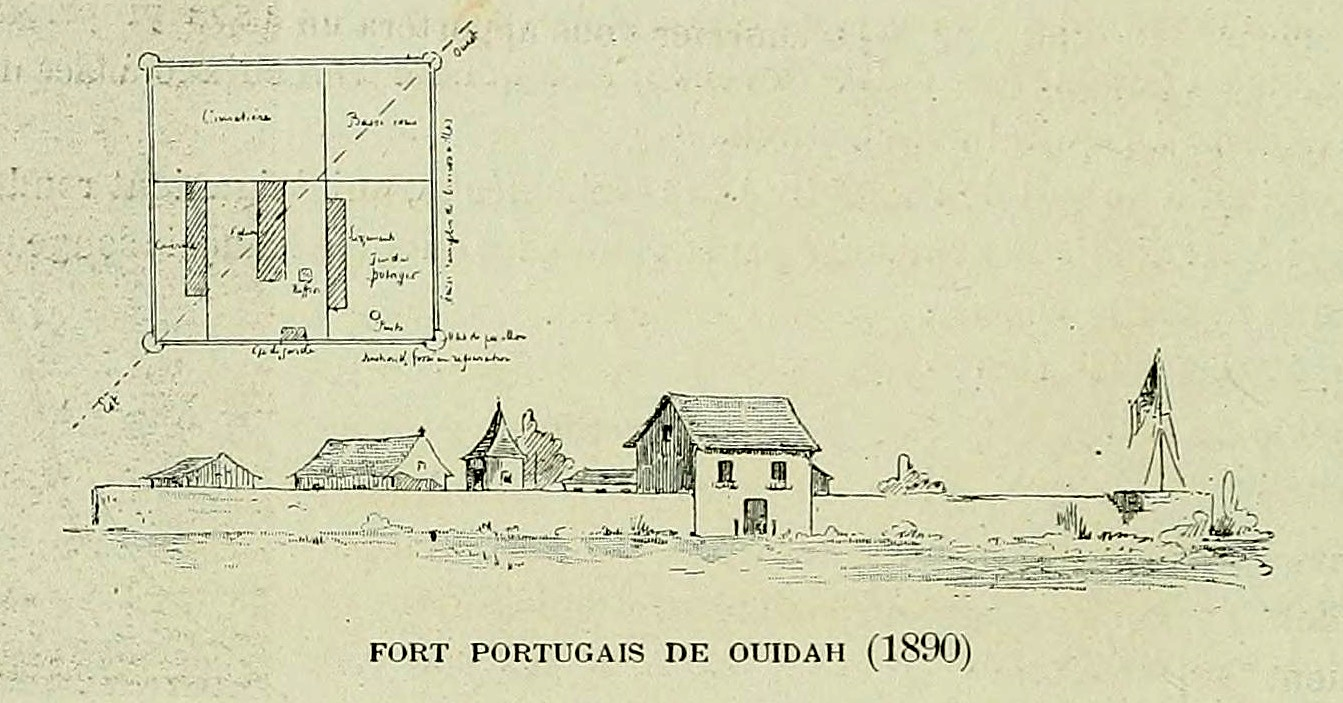
El fort de São João Baptista de Ajudá, finals del

El Fort de São João Baptista de Ajudá (en anglès Fort of St. John the Baptist of Ouidah) és una petita fortalesa construïda pels portuguesos a Ouidah a la costa de Dahomey (al principi Ajudá, derivat de Hweda, en la costa Atlàntica del modern Benín), on es van establir els portuguesos el 1580; la factoria portuguesa va créixer al voltant del comerç esclau, pel qual la Costa dels Esclaus era ja famosa. El 1680 el governador portuguès de São Tomé i Príncipe va ser autoritzat per aixecar un fort. El 1721, després d'haver estat abandonat per alguns anys, va ser reconstruït i es va anomenar São João Baptista de Ajudá. El Fort es va construir en la terra concedida a Portugal pel rei Haffon de Whydah, i va quedar sota control portuguès de 1721 fins a 1961.

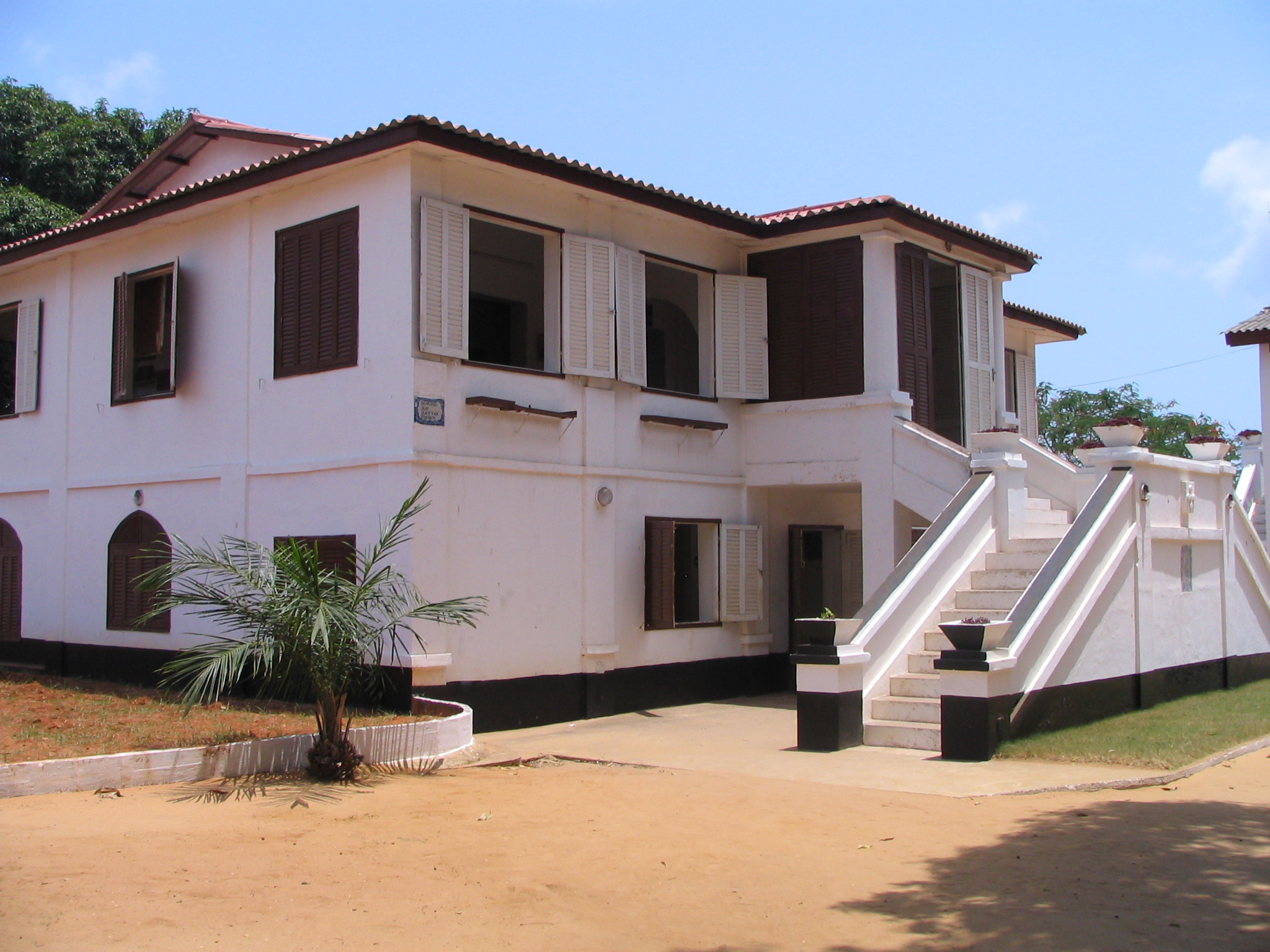
El Museu Històric d' Ouidah

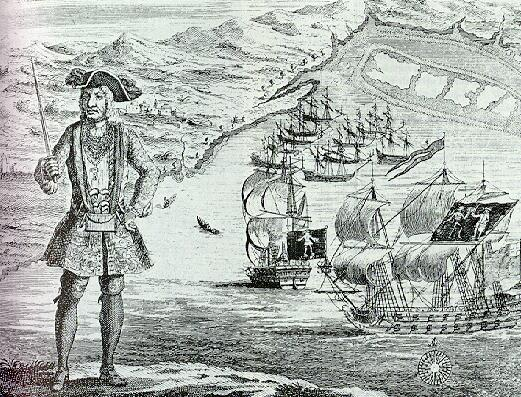
El pirata Bartholomew Roberts a Ouidah, amb el seu vaixell i mercants capturats al fons

El fort va tenir un impacte important a Benín, contribuint tant al comerç portuguès com al comerç esclau africà. La seva importància és testificada pel fet que la llengua portuguesa era la llengua estrangera única que els reis de Dahomey van autoritzar. Els descendents de portuguesos (i natives) eren també importants en l'estructura política del regne i alguns van establir famílies portugueso-brasileres com els De Sousa/De Souza, els descendents de les quals encara viuen a Benín, Togo i Ghana, que foren poderosos i acataven la llei privada. El gener de 1722 el pirata Bartholomew Roberts ("El Negre Bart") va entrar al port i va capturar els onze vaixells ancorats allí.
Després de l'abolició del comerç d'esclaus el 1807, el fort, el qual abans havia estat un dels ports d'esclaus més importants, gradualment va perdre la seva importància i tot i que Portugal va continuar reclamar-lo com una de les seves possessions, l'administració i l'ocupació formal van ser abandonades en diverses ocasions. Només quan la presència francesa a la regió va començar i va amenaçar els interessos de Portugal aquestos van retornar al poblament permanent altre cop. Això no va impedir la conquesta francesa de Dahomey (1891–1894). Després d'això, São João Baptista de Ajudá – ara reduït al territori de fet dins de les parets del fort – va perdre el que li quedava de la seva importància.

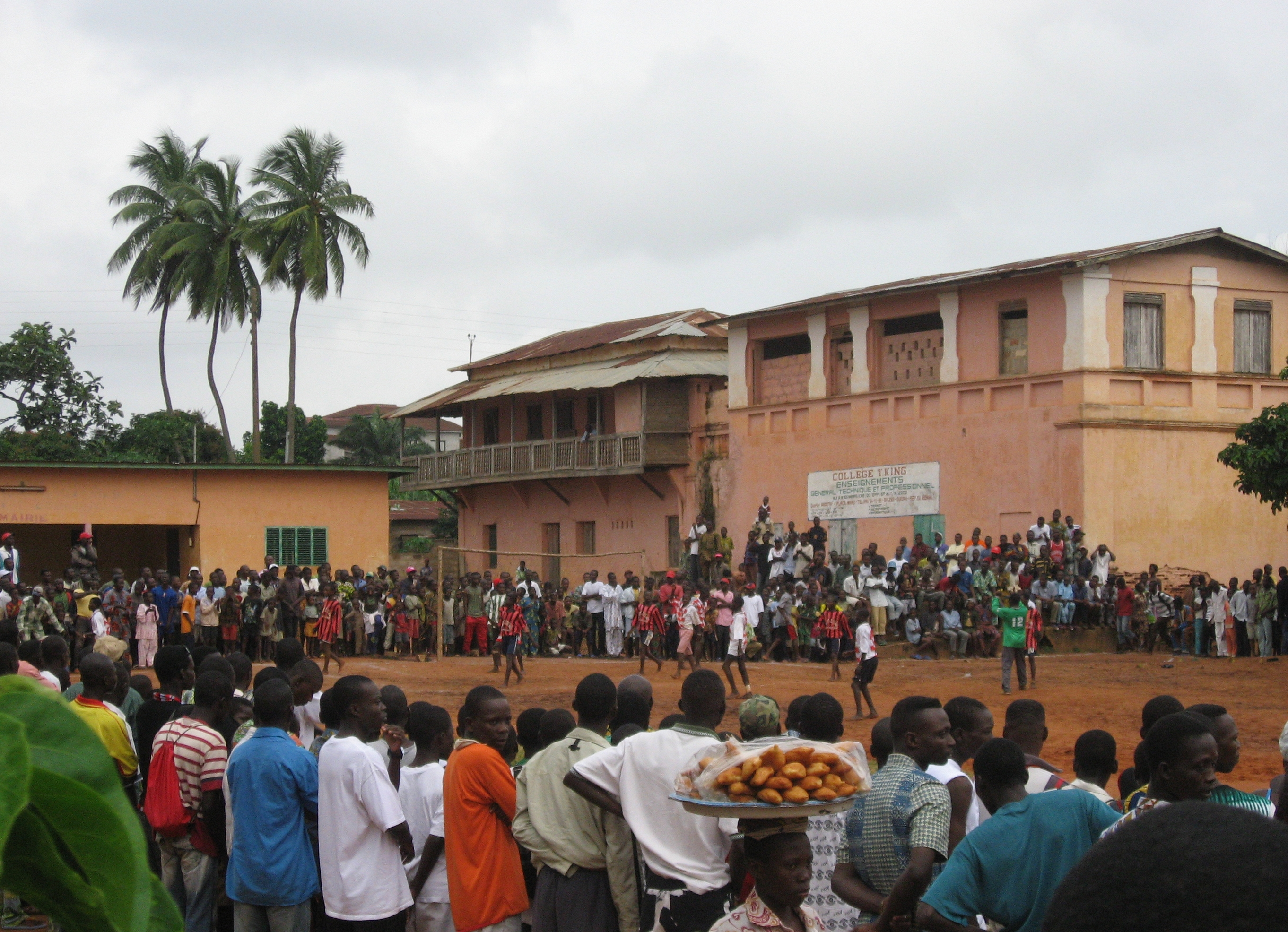
Futbol a Ouidah

El fort fou reocupat per Portugal el 1865. En aquest període va servir com a base per un intent portuguès breu per crear un protectorat al Regne de Dahomey del qual la ciutat de Hweda (Ajudá – Ouidah) era part (1885–1887).
Fins a la seva annexió per Dahomey el 1961, São João Baptista de Ajudá era probablement la més petit unitat política moderna reconeguda com entitat separada, inicialment al voltant d'1 km2 i més tard reduït a només 2 hectàrees; en aquest temps, segons el cens de 1921, tenia 5 habitants portuguesos i, al moment de l'ultimàtum pel govern de Dahomey, només hi havia 2 habitants que representaven la sobirania portuguesa, que van intentar cremar el fort abans de rendir-lo. Quan el fort va ser capturat, foren expulsats del país, sent escortats a la frontera nigeriana.

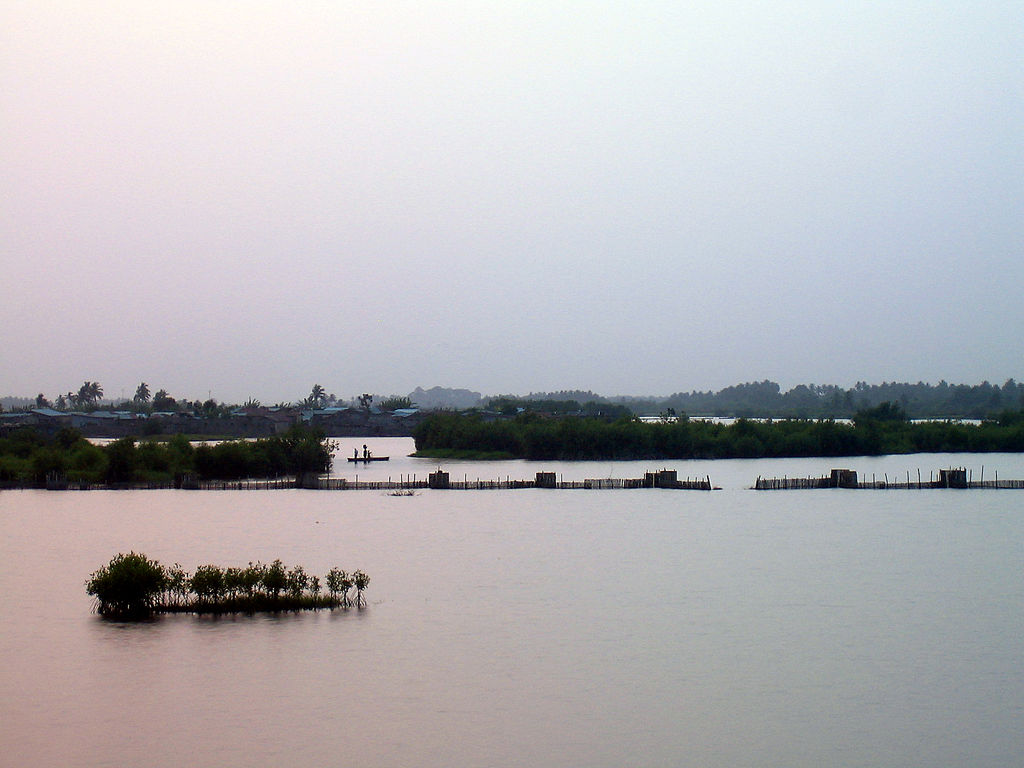

Només el 1975, després de la caiguda del règim portuguès del Estado Novo per la Revolució dels Clavells a Lisboa, l'annexió del fort per Dahomey (ara rebatejada Benín) va obtenir reconeixement oficial portuguès. Això va ser seguit per la restauració del fort, la qual va ser pagada per Portugal. El fort és un quadrat petit amb torres a les quatre cantonades. Comprèn una església i les dependències dels oficials. El Fort de São João Baptista de Ajudá alberga avui dia un museu.
El llibre de Bruce Chatwin titulat El Virrei de Ouidah (1980) és un relat de ficció de la vida de Francisco Félix de Sousa, el fundador de la familia Sousa de Benín, i dels seus localment poderosos descendents, comerciant amb esclaus amb Brasil (on l'esclavatge fou abolit més tard). La novel·la va inspirar a Werner Herzog la pel·lícula Cobra Verde (1987).

## Governadors

### Directors de la factoria
- 1680 - 1698 Jacinto de Figueiredo Abreu
- 1698 - 1721 abandonat
- 1721 - 1728 Francisco Pereira Mendes
- 1728 - 1743 João Basílio
- 1743 - 1746 Martinho de Cunha Barbosa
- 1746 Francisco Nunes Pereira (usurper)
- 1746 Frei Francisco do Espírito Santo (interí)
- 1746 - 1751 Félix José de Gouveia (1st time)
- 1751 Luis Coelho de Brito
- 1751 - 1759 Teodósio Rodrigues da Costa
- 1759 António Nunes de Gouveia (interim)
- 1759 - 1762 Félix José de Gouveia (2nd time)
- 1764 - 1767 José Gomes Gonzaga Neves
- 1768 - 1781 Bernardo Azevedo Coutinho
- 1782 - 1797 Francisco António da Fonseca e Aragão (interí fins a 1784)
- 1797 - 1799? Manuel Bastos Varela Pinto Pacheco
- 1800? - 1801 José Ferreira de Araujo
- 1801 - 1803 José Joaquim Marques da Graça
- 1804 Jacinto José de Sousa
- 1805 - 1844 Francisco Félix de Sousa (interí fins a 1818)

### Governadors
- 1844 - 1845 Joaquim José Libanio
- 1845 - 1849 Francisco Félix de Souza
- 1849 - 1850 Quaresma
- 1851 Francisco Celestino Elesperch
- 1851 - 1852 Isidoro Félix de Souza
- 1852 - 1853 João Justino da Costa
- 1853 - 1857 José Pinheiro de Souza
- 1857 - 1858 Francisco "Chico" Félix de Souza
- 1859 - 1861 Claudio Lancastre
- 1861 - 1865 Missioners francesos
  - Francesco Borghero (superior del vicariat apostòlic)
  - Philibert Courdioux (superior-delegat de Borghero)
- 1865 - 1868 José Maria Borges de Sequeira
- 1868 - 1869 Vital de Bettencourt Vasconcellos Corte Real do Canto
- 1869 - 1872? abandonat
- 1872 António Joaquim da Fonseca
- 1872 - 1878 Augusto Fructuoso Figueiredo de Barros
- 1878 - 1879 Lourenço da Rocha
- 1879 - 1881 António José Machado (b. 1852 - d. ....)
- 1881 - 1883 Vacant?
- 1883 - 1885 Fernando Gonçalves
- 1885 Bernardo Francisco Luís da Cruz
- 1885 José Gomes de Souza
- 1885 - 1886 Francisco Rego
- 1886 - 1887 António Domingues Cortez da Silva Curado
- 1887 - 1888 Manuel Francisco Rodrigues Guimaräes
- 1888 Vicente da Rosa Rolim
- 1888 - 1890 Manuel José Ferreira dos Santos
- 1890 Carolino Acácio Cordeiro
- 1890 - 1893 Vicente da Rosa Rolim (segona vegada)
- 1893 - 1897 Manuel José Ferreira dos Santos (segona vegada)
- 1897 - 1898 Campos
- 1898 - 1900 Nunes da Aguiar
- 1900 - 190. António Mendes da Costa
- 190. - 1905 João de Deus Pires
- 1905 - 1906 Joaquim Luís de Carvalho
- 1906 - 1909 João de Deus Pires (segona vegada)
- 1909 - 1911 Sebastião Lousada
- 1911 Cândido João de Barros
- 1911 - 1912 Guilherme Spínola de Melo
- 1912 - 1913 Eduardo Germack Possolo
- 1913 - 191. Vicente da Rosa Rolim (tercera vegada)
- 191. - 1918 Informació no disponible
- 1918 Vicente da Rosa Rolim (quarta vegada)
- 1919 - 1920 José Bento de Oliveira Viegas
- 1921 - 1928 Viriato Henrique dos Anjos Garcez
- 1928 - 1931 Joaquim Sinel de Cordes
- 1932 - 1938 Miguel Maria Pupo Correia
- 1938 - 1941 José Pimenta Segurado Avelar Machado
- 1941 - 1942 Jean Louis Bourjac (auto proclamat però no reconegut per Portugal)
- 1942 - 1944 José de Vasconcelos e Sá Guerreiro Nuno (interí)
- 1944 - 1946 Carlos Alberto de Serpa Soares
- 1946 José de Vasconcelos e Sá Guerreiro Nuno (segona vegada)
- 1946 - 1951 Miguel Maria Pupo Correia (segona vegada)

### Administradors
- 1951 - 1954 António João Teles Pereira de Vasconcelos
- 1954 - 1956 Ernesto António Pereira Enes

### Intendent
- 1956 - 1961 António Agostinho Saraiva Borges